# Oldham West and Royton (circonscription du Parlement britannique)
Pour les articles homonymes, voir Oldham (homonymie).
Circonscription parlementaire de la Chambre des communes
La circonscription d'Oldham West et Royton est une circonscription électorale anglaise située dans le Grand Manchester et représentée à la Chambre des communes du Parlement britannique.

## Liste des députés
| Élection | Élection | Député          | Parti              |
| -------- | -------- | --------------- | ------------------ |
|          | 1997     | Michael Meacher | Parti travailliste |
|          | 2015     | Jim Mcmahon     | Parti travailliste |